# シドニー・ブレナー
シドニー・ブレナー （Sydney Brenner, 1927年1月13日 - 2019年4月5日）は南アフリカ連邦生まれの生物学者。線虫を用いたアポトーシス研究により、ロバート・ホロビッツとジョン・サルストンとともに2002年にノーベル生理学・医学賞を受賞した。

## 来歴

### 生い立ち
南アフリカ連邦トランスヴァール州（現在では南アフリカ共和国ハウテン州）ジャーミンストンで、ロシア帝国領リトアニアからのユダヤ人移民の子として生まれた。1942年にヨハネスブルグのウィットウォータースランド大学に入学し医学を学び、1951年に卒業、医師として勤務した後は渡英し、1954年エクセター・カレッジでM.D.を取得した。指導教授はシリル・ヒンシェルウッドであった。1956年にケンブリッジのMRC分子生物学研究所に移籍し、1996年から2000年まで、アメリカカリフォルニア州ラホヤのソーク研究所およびバークレーに自身が設立した分子科学研究所の所長および科学ディレクターとして研究を行った。

### 生物学者
1960年代に登場した分子生物学の分野において、フランシス・クリック、ジェームズ・ワトソンらとともに、翻訳における遺伝子暗号の解読やメッセンジャーRNAの概念の提唱をはじめとした独創的な貢献をした。
その後、MRC分子生物学研究所にて線虫 C. elegans をモデル生物として用いた動物の発生研究を樹立し、神経系形成などを解明した。C. elegans は 体長 1 mm 程の小さな土壌動物で、透明な体に単純ながら一通りの多細胞体制をもち、発生生物学研究に適した生物であった。また飼育が容易であり、生活環が短く、遺伝学用いた研究手法も行いやすい。ブレナーはこの生物を用いてゲノムプロジェクトを立ち上げ、多細胞生物におけるゲノミクスの先駆けとなった。その後、トラフグのゲノム解読も手がけた。
ブレナーは分子科学研究所を設立し、ソーク研究所とジャナリアファーム（HHMI）に所属していた。1965年王立協会フェロー選出。
2005年の発足から2011年まで独立行政法人沖縄科学技術研究基盤整備機構の理事長として沖縄科学技術大学院大学の創設に関わり、2017年4月29日付の春の叙勲で、「日本の科学技術研究教育の発展に寄与した」として旭日大綬章を受章した。
2019年4月5日、自宅のあるシンガポールで死去。92歳没。

## 顕彰

シドニー・ブレナーの顕彰像（沖縄県国頭郡恩納村）

沖縄科学技術研究基盤機構で理事長を務めたことから、没後に沖縄県と沖縄科学技術大学院大学促進県民会議により顕彰像が制作された。沖縄県国頭郡恩納村に建立され、2020年11月26日に除幕式が行われた。沖縄県副知事の謝花喜一郎は、これまでの功績について「かつて、ここに世界最高水準の大学院大学をつくる、という壮大な構想に挑み、実現されました。博士がこれまでに成した偉業に対し、145万人の沖縄県民を代表して、心から敬意と感謝を捧げ、顕彰申し上げます」と述べている。また、沖縄県知事の玉城デニーによる顕彰状も贈られており、これまでの功績について称えている。

## 主な受賞歴
- 1968年 - ウォーレン賞
- 1970年 - 国立科学アカデミー・レオポルディーナよりグレゴール・メンデル・メダル
- 1970年 - 英国遺伝学会よりメンデル・メダル
- 1971年 - アルバート・ラスカー基礎医学研究賞
- 1974年 - ロイヤル・メダル
- 1975年 - シャルル＝レオポール・メイエ賞
- 1978年 - ガードナー国際賞
- 1985年 - ローゼンスティール賞
- 1986年 - クルーニアン・メダル
- 1987年 - ハーヴェイ賞
- 1987年 - ルイ＝ジャンテ医学賞
- 1987年 - アメリカ遺伝学会メダル
- 1990年 - 京都賞先端技術部門
- 1991年 - コプリ・メダル
- 1991年 - ガードナー国際賞（2回目）
- 1992年 - キング・ファイサル国際賞科学部門
- 2000年 - ラスカー・コシュランド医学特別業績賞
- 2002年 - ダン・デイヴィッド賞
- 2002年 - 発生生物学マーチ・オブ・ダイムズ賞
- 2002年 - ノーベル生理学・医学賞